# Nouvelle Vague
Nouvelle Vague — французский музыкальный коллектив под управлением Марка Коллена и Оливье Либо (1964-2021). Название коллектива — игра слов, отражающая его отношение как к стилю нью-вейв, так и к французскому искусству (более точно — направлению французского кино «новая волна»). Песни группы — это кавер-версии популярных панк-рок, постпанк и нью-вейв композиций, аранжированных в стиле босса-нова.

## История
В первом альбоме, Nouvelle Vague, группа возродила классику эры нью-вейв, воспроизведя старые композиции в стиле босса-новы. Акустическая основа песен была дополнена танцевальными ритмами; в качестве вокалисток были приглашены певицы из разных стран (шесть француженок, бразильянка, американка, русская). Таким образом были записаны кавер-версии на песни Depeche Mode, XTC, Modern English, The Clash, Joy Division, Tuxedomoon, The Undertones и других коллективов. Певицы Nouvelle Vague исполняли только песни, оригинальные версии которых до этого не слышали сами; этим музыканты старались достичь свежего звучания.
Во второй альбом группы, Bande à Part, включены кавер-версии композиций групп Buzzcocks, New Order, Echo and the Bunnymen и Blondie.
Певицы, сотрудничающие с группой (Элена Ногерра, Anaïs Croze, Camille Dalmais, Phoebe Killdeer, Mélanie Pain, Marina Céleste, Женя Любич), в настоящее время известны своими сольными проектами, формирующими новое направление в современной французской музыке — «Renouveau de la chanson française» («обновление французской песни»).

## Дискография
- Nouvelle Vague (2004)
- Bande à Part (2006)
- Comming home (2007)
- New Wave (2007)
- Aula Magna (2007)
- Late Night Tales (2007)
- Hollywood, Mon Amour (2008)
- Live Au Caprices Festival (2008)
- 3 (2009)
- Acoustic (2009)
- Best Of (2010)
- Couleurs sur Paris (2010)
- The Singers (2011)